# Conostylis teretiuscula
Conostylis teretiuscula là một loài thực vật có hoa trong họ Huyết bì thảo. Loài này được F.Muell. mô tả khoa học đầu tiên năm 1872.